# Андреев, Леонид Владимирович
Леонид Владимирович Андреев (род. 6 октября 1983 года) — легкоатлет Узбекистана, специализирующийся в многоборье. Мастер спорта Республики Узбекистан международного класса, обладатель почётного звания «Узбекистон ифтихори» (2002).

## Карьера
Тренируется у своего старшего брата Павла, в прошлом тоже десятиборца, участника двух Олимпиад.
Леонид на юниорском чемпионате мира 2000 года, выступая в декатлоне стал лишь 14-м. А через два года стал чемпионом мира среди юниоров.
На чемпионате мира 2005 года не смог преодолеть первичную высоту — 5,30 м.
На чемпионате мира 2007 года ситуация повторилась на первичной высоте — 5,40 м.
На зимнем чемпионате мира 2008 года не квалифицировался, остановившись на результате 5,45 м и не войдя в финальную восьмёрку.
Участвуя в Олимипаде-2008, квалифицировался третьим по результату 5,65 м. Но в финальных соревнованиях не смог преодолеть высоту 5,45 м.
На чемпионате мира 2009 года прыгнул на 5,55 м в квалификации, но по худшему количеству попыток не попал в финал.
Более высоких результатов Леонид достиг на континентальном уровне: он был и вице-чемпионом Азии среди юниоров (2001), и чемпионом Азии среди юниоров (2002).
Также он побеждал в зимней Азиаде-2009. Трижды завоёвывал серебро летних Азиад (2006, 2010, 2014), дважды — бронзу зимнего чемпионата Азии (2008, 2014), а также был бронзовым призёром чемпионата Азии 2013 года.

## Результаты
| Год                     | Соревнование                 | Место проведения        | Дисциплина              | Место                   | Результат               |
| Представляет Узбекистан | Представляет Узбекистан      | Представляет Узбекистан | Представляет Узбекистан | Представляет Узбекистан | Представляет Узбекистан |
| ----------------------- | ---------------------------- | ----------------------- | ----------------------- | ----------------------- | ----------------------- |
| 2000                    | Чемпионат мира среди юниоров | Сантьяго                | 14                      | Десятиборье             | 6654 очка               |
| 2001                    | Чемпионат Азии среди юниоров | Бандар-Сери-Бегаван     | 2                       | Десятиборье             | 6897 очков              |
| 2002                    | Чемпионат мира среди юниоров | Кингстон                | 1                       | Десятиборье (j)         | 7693 очка               |
| 2002                    | Чемпионат Азии среди юниоров | Бангкок                 | 1                       | Прыжок с шестом         | 5.20 м                  |
| 2005                    | Чемпионат мира               | Хельсинки               | -                       | Прыжок с шестом         | NM                      |
| 2005                    | Чемпионат Азии               | Инчхон                  | 4                       | Прыжок с шестом         | 5.10 м                  |
| 2006                    | Азиатские игры               | Доха                    | 2                       | Прыжок с шестом         | 5.55 м                  |
| 2007                    | Чемпионат мира               | Осака                   | -                       | Прыжок с шестом         | NM                      |
| 2008                    | Чемпионат Азии в помещении   | Доха                    | 3                       | Прыжок с шестом         | 5.35 м                  |
| 2008                    | Чемпионат мира в помещении   | Валенсия                | 14                      | Прыжок с шестом         | 5.45 м                  |
| 2008                    | Олимпийские игры             | Пекин                   | 13                      | Прыжок с шестом         | 5.65 м                  |
| 2009                    | Чемпионат мира               | Берлин                  | 19                      | Прыжок с шестом         | 5.55 м                  |
| 2009                    | Зимние Азиатские игры        | Ханой                   | 1                       | Прыжок с шестом         | 5.60 м                  |
| 2009                    | Чемпионат Азии               | Ханчжоу                 | 4                       | Прыжок с шестом         | 5.45 м                  |
| 2010                    | Азиатские игры               | Ханчжоу                 | 2                       | Прыжок с шестом         | 5.30 м                  |
| 2011                    | Чемпионат Азии               | Кобе                    | -                       | Прыжок с шестом         | NM                      |
| 2013                    | Чемпионат Азии               | Пуна                    | 3                       | Десятиборье             | 7383 очка               |
| 2014                    | Чемпионат Азии в помещении   | Ханчжоу                 | 3                       | Семиборье               | 5561 очко               |
| 2014                    | Азиатские игры               | Инчхон                  | 2                       | Десятиборье             | 7879 очков              |